# 徐成達
徐 成達（ソ・ソンダル、朝鮮語: 서성달、1892年12月7日 - 没年不詳）は、日本統治時代の朝鮮の独立運動家、大韓民国の政治家。制憲韓国国会議員。

## 経歴
ソウル出身。日本大学法科卒。三・一運動に参加したあと中国に亡命したが、帰国途中に逮捕・収監された。その後は青年党大会、新幹会などの幹部として活躍し、親日15団体による自治要求宣言運動や朴春琴を中心とした11同盟に参加した（その活動を破壊するために参加したとも言われる）。解放後は大韓独立促成国民会高陽郡支部長、国青ソウル市参謀、朝鮮国旗奉賛会長、民族代表者大会代議員、韓国民主党中央執行委員などを歴任した。